# (38213) 1999 NU6
1999 NU6 (asteroide 38213) é um asteroide da cintura principal. Possui uma excentricidade de 0.07422300 e uma inclinação de 7.98938º.
Este asteroide foi descoberto no dia 13 de julho de 1999 por LINEAR em Socorro.